# Rio Grande City
Rio Grande City ist eine Stadt im Starr County in der Südspitze des US-Bundesstaats Texas und die County-Hauptstadt (County Seat) des Bezirks. Das U.S. Census Bureau hat bei der Volkszählung 2020 eine Einwohnerzahl von 15.317 ermittelt.
Ihre Ursprünge reichen zurück zu einer im 18. Jahrhundert angelegten Hazienda. Die offizielle Stadtbegründung erfolgte 1849. Im gleichen Jahr avancierte Rio Grande City zur Bezirkshauptstadt. Sowohl die Geschichte der Stadt als auch die wirtschaftlichen Verhältnisse waren von unterschiedlichen Turbulenzen begleitet. Über die Rio Grande-Ciudad Camargo International Bridge ist Rio Grande City mit der mexikanischen Nachbargemeinde Camargo, Tamaulipas verbunden.

## Geografie
Rio Grande City liegt in unmittelbarer Nähe des Rio Grande. Politisch-kulturell zählt sie zum Rio Grande Valley – einer Subregion, der gemeinhin die vier Landkreise Cameron, Willacy, Hidalgo und Starr zugerechnet werden. Landschaftlich liegt sie in der Übergangszone zwischen der Ökoregion Lower Rio Grande Valley und den südlichen Rio Grande-Plains. Ebenso wie das westlich gelegene Roma–Los Saenz, die zweitgrößte Stadt von Starr County, wird sie vom US Highway 83 – der Hauptanbindungsstraße im Rio Grande-Tal – direkt durchschnitten. Darüber hinaus ist Rio Grande City Endpunkt einer von Brownsville ausgehenden Eisenbahnlinie.
Die Landschaft ist eben bis leicht hügelig. Die Vegetation ist von kurzwachsenden Gräsern, dornigen Chaparall-Büschen, Kakteen sowie Mesquite- und nordamerikanischen Eichen geprägt. Die Luftlinienentfernung zu den beiden regionalen Zentren Laredo im Nordwesten und Brownsville im Osten beträgt jeweils etwa über 140 Kilometer, die zur südtexanischen Metropole San Antonio 337 Kilometer. Das Klima ist subtropisch bis (gemäßigt) kontinental geprägt. Vereinfacht formuliert unterscheidet sich das Wetter von dem in den golfküstennahen Gebieten des Rio Grande Valley durch heißere Sommer, kühlere Winter sowie etwas geringer ausfallende Niederschläge. Die Temperaturen im Sommer liegen zwischen 22 °C und  37 °C, diejenigen im Winter zwischen knapp 8 °C und 21 °C. Obwohl im Landesinneren gelegen und über 150 Kilometer entfernt von der Golfküste, war die Stadt zwei Mal – 1919 und 1967 – von Hurrikan-Auswirkungen betroffen.
|                       | Jan  | Feb  | Mär  | Apr  | Mai  | Jun  | Jul  | Aug  | Sep   | Okt  | Nov  | Dez  |   |      |
| Mittl. Tagesmax. (°C) | 21,0 | 23,7 | 27,4 | 30,9 | 33,7 | 36,0 | 36,9 | 37,3 | 34,1  | 30,7 | 25,9 | 21,3 | ⌀ | 29,9 |
| Mittl. Tagesmin. (°C) | 7,7  | 9,9  | 13,4 | 17,3 | 21,6 | 23,7 | 24,2 | 24,2 | 21,9  | 17,6 | 12,9 | 8,2  | ⌀ | 16,9 |
|                       |      |      |      |      |      |      |      |      |       |      |      |      |   |      |
| Niederschlag (mm)     | 25,0 | 32,0 | 23,0 | 29,0 | 56,0 | 78,0 | 57,0 | 48,0 | 113,0 | 63,0 | 29,0 | 22,0 | Σ | 575  |

| 7,7 |

| 9,9 |

| 13,4 |

| 17,3 |

| 21,6 |

| 23,7 |

| 24,2 |

| 24,2 |

| 21,9 |

| 17,6 |

| 12,9 |

| 8,2 |

| 7,7 |

| 9,9 |

| 13,4 |

| 17,3 |

| 21,6 |

| 23,7 |

| 24,2 |

| 24,2 |

| 21,9 |

| 17,6 |

| 12,9 |

| 8,2 |

## Geschichte

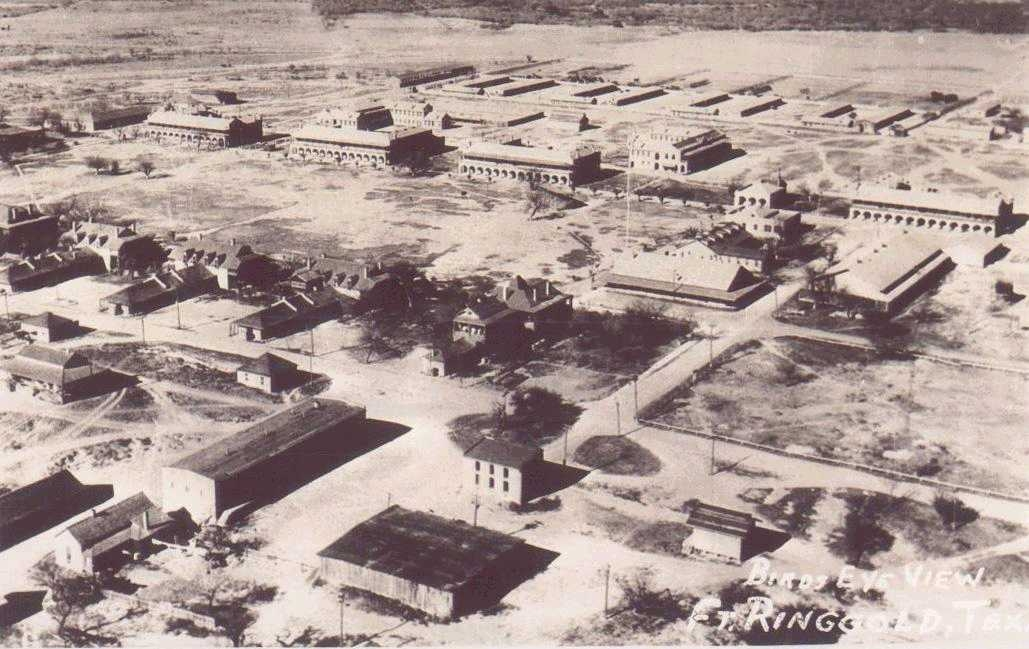
Fort Ringgold (circa Anfang des 20. Jahrhunderts)

Die Stadtgründung lässt sich zurückverfolgen zu einer Ranch, welche 1762 von José Antonio de la Garza Falcón gegründet wurde. Angelegt im Zug der zu jener Zeit verstärkt in Angriff genommenen Besiedlung des unteren Rio Grande-Tals, ging sie später in den Besitz eines US-Amerikaners über und trug unter der Bezeichnung Davis Landing oder Rancho Davis auch dessen Namen. Erste Gründeraktivitäten setzten mit dem Ende des Amerikanisch-Mexikanischen Krieges 1848 ein. Die US-Army errichtete nahe der Stadt ein – später zum Fort ausgebautes – Camp: Fort Ringgold. 1849 erhielt die Stadt Flusshafen-Anlegestätten, ein Postamt sowie ihren heutigen Namen. Wirtschaftlich konsolidierte sich Rio Grande City als Zentrum des lokalen Viehhandels sowie als Handels-Drehscheibe für Geschäfte mit Mexiko. 1884 verfügte die Stadt über einen Arzt, einen Drogisten, zwei Kirchen, eine Bezirksschule sowie eine Reihe handwerklicher sowie gewerblicher Läden.
Ungeachtet der wirtschaftlichen Stabilisierung war die Stadt über lange Perioden von innerer Unsicherheit, Machtkämpfen, ethnischen Auseinandersetzungen sowie den Aktivitäten örtlicher Banden betroffen. 1860/1861 wurde die Stadt von dem sogenannten Cortina War in Mitleidenschaft gezogen – einer von hispanischen Grundbesitzern getragenen Erhebung, bei dem es um die Anerkennung alter, noch aus der spanisch-mexikanischen Periode herrührender Landrechte ging. 1888 fand ein örtlicher Aufstand statt, in dessen Zug sich die mehrheitlich hispanische Bevölkerung gegen das örtliche, von Weißen kontrollierte Sheriffbüro wandte. Im Zuge der als Fort Ringgold Riots bekanntgewordenen Vorfälle elf Jahre später besetzten aus dem Spanisch-Amerikanischen Krieg zurückverlegte Mitglieder des vorwiegend aus Afroamerikanern bestehenden 9. Kavallerieregiments die Anlage und feuerten im Verlauf dieser Meuterei Maschinengewehrsalven in Richtung Stadt ab. Der Vorfall, dessen Hintergrund rassisch motivierte Restriktionen innerhalb der Armee waren, führte zu einer Untersuchung, in deren Verlauf das 9. Kavallerieregiment aus dem Fort abgezogen wurde. Als County Seat von Starr County war Rio Grande City ab den 1880er-Jahren Schauplatz politischer Machtkämpfe zwischen einem von Vetternwirtschaft und Patronage geprägten Netzwerk der Demokratischen Partei in Südtexas, welches sich vor allem auf die örtlichen Eliten sowie deren Klientel stützte und deren Gegner – Neuankömmlinge sowie in der Machthierarchie randständig angesiedelte Gruppen.
1925 lebten 3000 Einwohner in der Stadt; bis 1931 verringerte sich diese auf einen Bestand von 2283. Die Gründung als Incorporated City, die 1926 erfolgt war, wurde im Zug einer Bürgerabstimmung 1933 widerrufen. Der Grund: beträchtliche Schulden, welche die Stadt seit Innehaben der Stadtrechte angehäuft hatte. Zwischen 1940 und 1980 bewegte sich die Einwohneranzahl zwischen 2500 und über 5000. Ein deutlicher Anstieg der Bevölkerungszahlen setzte mit der mexikanisch-mittelamerikanischen Migrationswelle ab Anfang der 1980er-Jahre ein. Wirtschaftlich kann die Stadt zwischenzeitlich von den ersprießlichen Erdöl- und Erdgas-Vorkommen mit profitieren, welche seit den 1930er-Jahren auf dem Gebiet von Starr County entdeckt wurden. Zunehmende Medienaufmerksamkeit erhielt Rio Grande City seit den 1970er- und 1980er-Jahren aufgrund des grenzüberschreitenden Drogenhandels in der Region.
Im Zug einer Abstimmung 1993 konstituierte sich Rio Grande City erneut als Incorporated City. Ebenso wie im gesamten Starr County wächst die Bevölkerung rasant. Gleichzeitig ist der – vorwiegend von Menschen hispanische Abstammung bewohnte – Landkreis einer der ärmsten der USA. Ungeachtet dessen verfügt Rio Grande City über eine erkleckliche Menge an Historic Places und Historic Landmarks – darunter die ehemaligen Anlagen von Fort Ringgold sowie Teile des alten Stadtzentrums, die als Downtown Historic District ausgewiesen sind. Trotz des reichen architektonischen Erbes sind viele Gebäude in der alten Innenstadt aufgegeben, heruntergekommen oder zerfallen. Zwar gibt es eine große Anzahl von kleinen Geschäften und Betrieben. Kommerzieller Mittelpunkt des Stadtlebens sind mittlerweile jedoch die neuen Einkaufszentren außerhalb der alten Innenstadt.

Historic Places
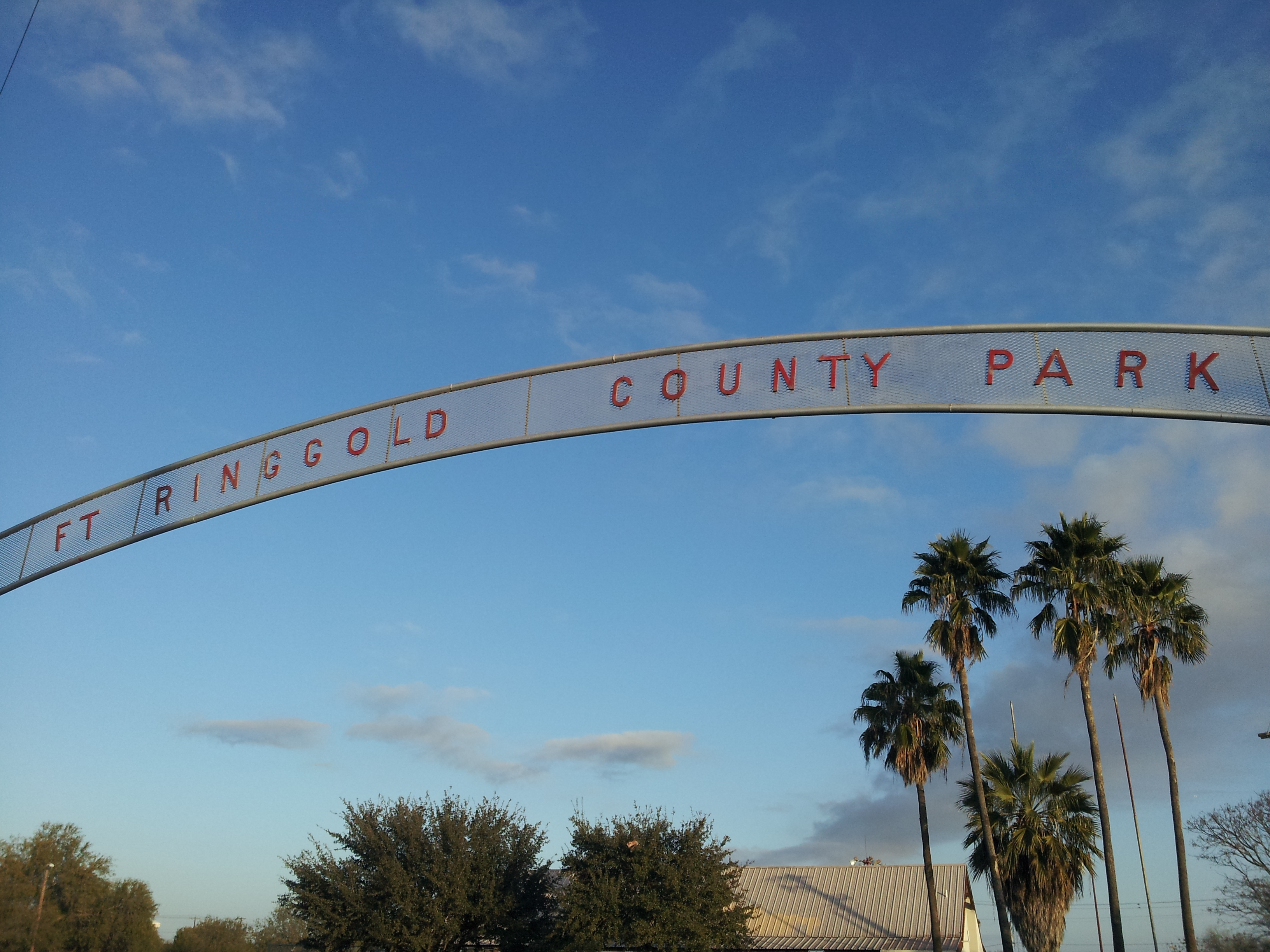
Fort Ringgold County Park
Garmon Theatre
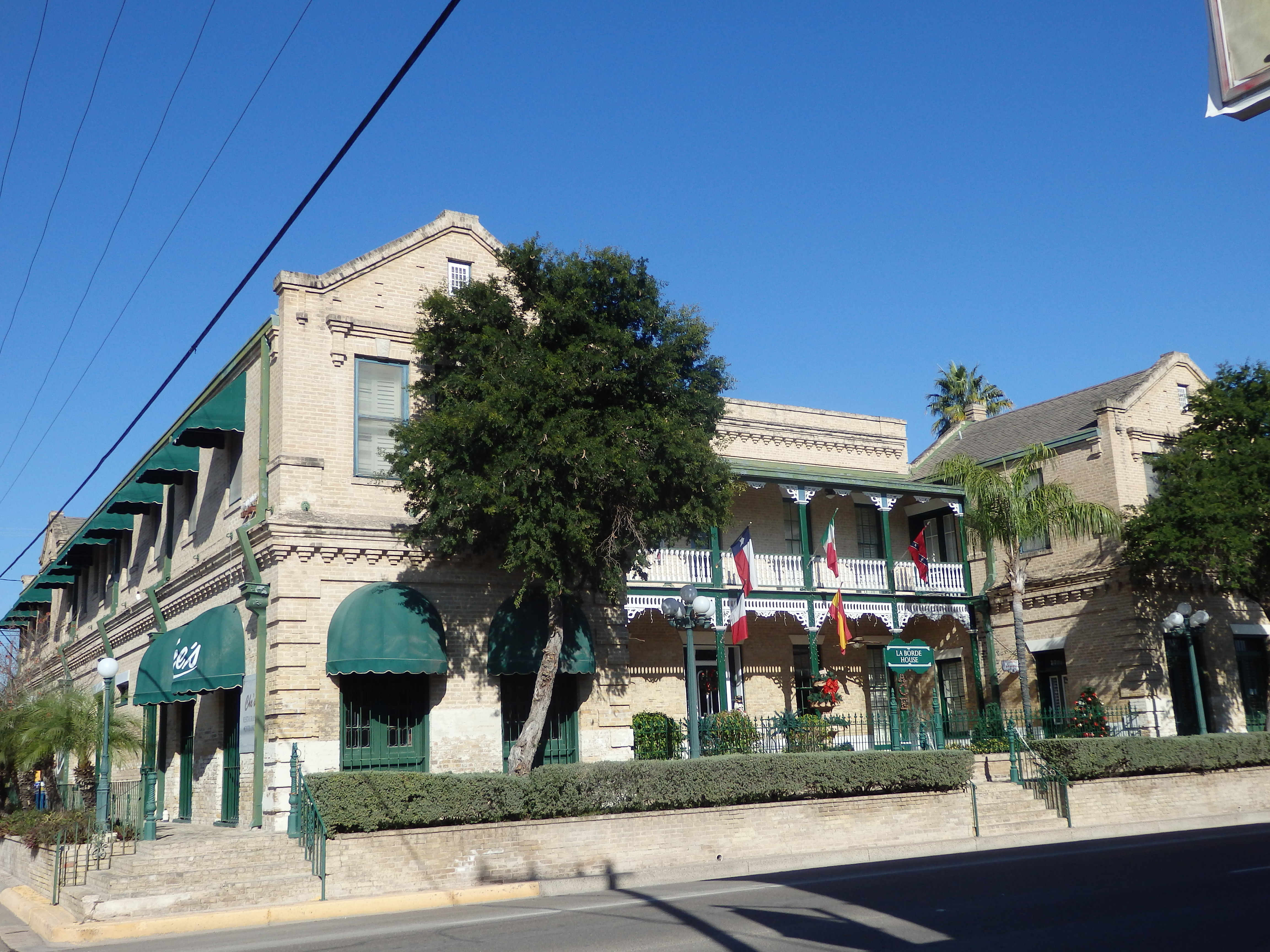
LaBorde House
Silverio De La Pena Drugstore and Post Office
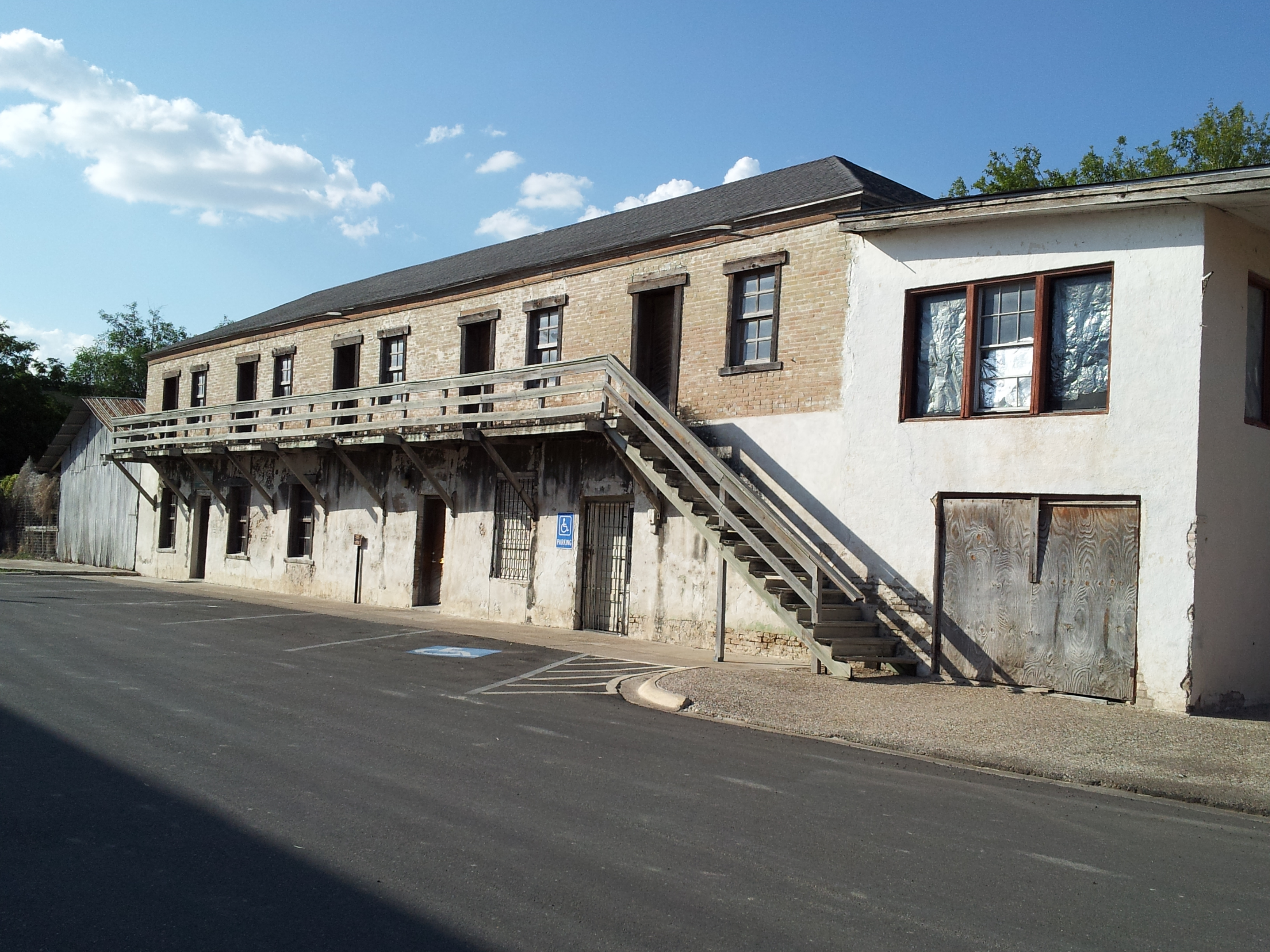
Old Starr County Courthouse
Jose Ramirez House
Henry Clay Davis House
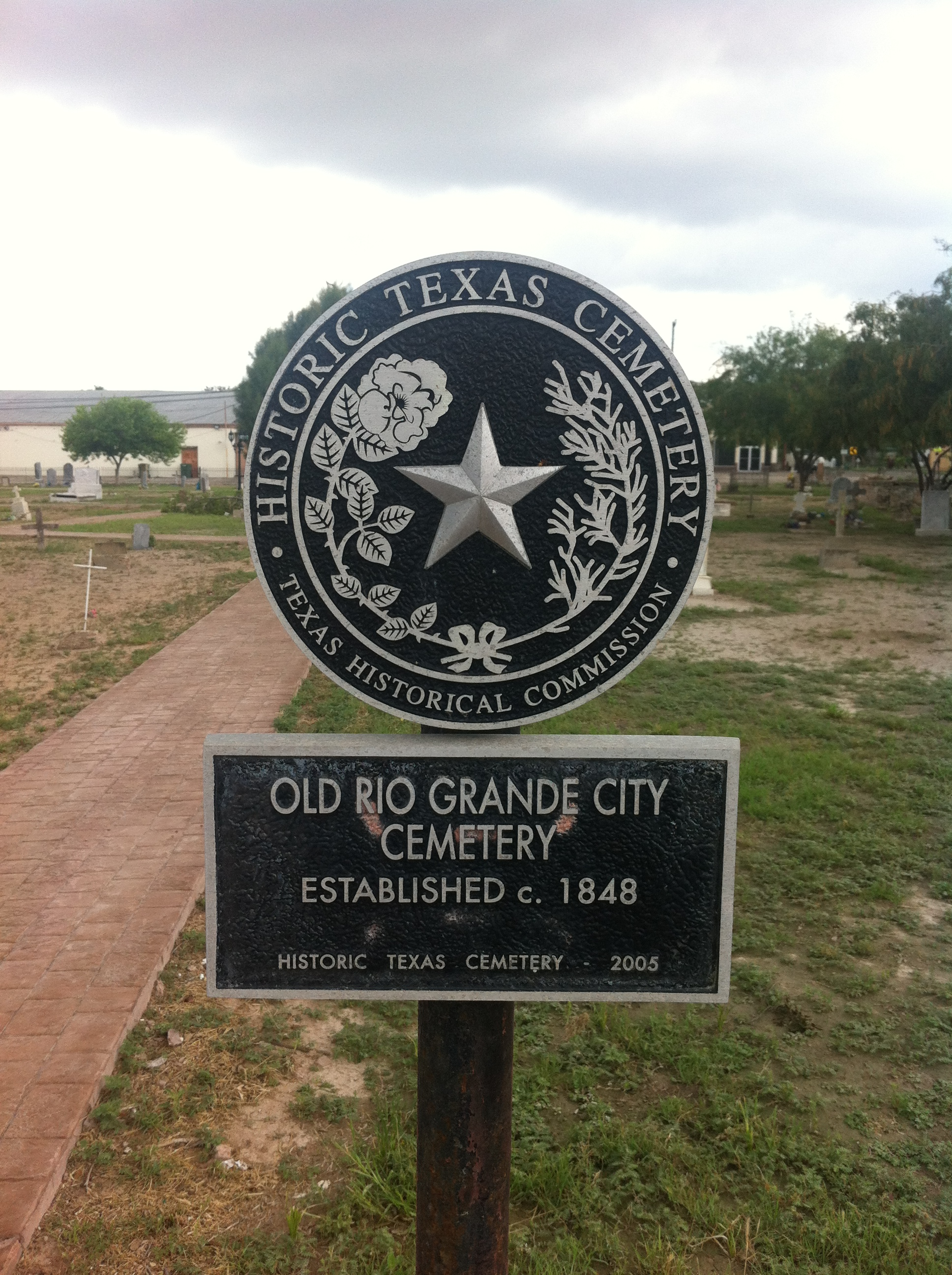
Alter Friedhof

## Demografie
Einen immensen Bevölkerungsanstieg verzeichnete Rio Grande City vor allem in der zweiten Hälfte des 20. Jahrhunderts. Der Hauptsprung – von 5.676 auf 8.930 Einwohner – vollzog sich dabei in dem Jahrzehnt von 1970 bis 1980. Im Jahr 2016 belief sie sich laut den Daten des United States Census Bureau auf 10.093 Personen. Die 10.000er-Schwelle überschritt die Stadt 1990. Dem US-Zensus zufolge lebten 2017 14.310 Einwohner in der Stadt. Davon waren 7.289 männlich, 7.021 weiblich, 9.960 Einwohner 18 Jahre oder älter, 4.350 Kinder oder Jugendliche und 1.695 älter als 65 Jahre. Der Altersmedian betrug 30,5 Jahre. 14.183 Einwohner beziehungsweise 99,1 % bezeichneten sich als Hispanic beziehungsweise Latino, 103 als Weiße (0,7 %). Afroamerikaner, Asiaten sowie nordamerikanische Indianer waren mit sechzehn, drei sowie keinem Angehörigen faktisch nicht präsent. Die Anzahl von Angehörigen zweier oder mehrerer Ethnien belief sich auf fünf. Verglichen mit den demografischen Werten des Countys ist der hispanische Bevölkerungsanteil in Rio Grande City fast derselbe (fast 99,2 zu 99,1 %). Der Altersmedian hingegen liegt etwas höher als derjenige im Landkreis (30,5 zu 28,8).
Laut Quickfacts-Infos auf census.gov betrug das Medianeinkommen pro Haushalt 35.812 US-Dollar (USD). Der ermittelte Medianwert liegt deutlich unter dem des Bundesstaats Texas (54.700 USD) als auch dem der USA insgesamt (55.300 USD). Verglichen mit dem Median-Haushaltseinkommen im Starr County (27.133 USD) verfügten die Haushalte in Rio Grande City durchschnittlich über mehr Geld. Darüber hinaus lag der Einkommensmedian deutlich über demjenigen von Roma, der zweitgrößten Stadt des County; dort betrug der Wert lediglich 20.291 USD. An Personen, die in Armut leben, wies der Zensus 27,8 % aus, an Personen ohne Krankenversicherung 29,8 %.

## Bildung
Rio Grande City wird vom Rio Grande City Consolidated Independent School District (kurz: Rio Grande City CISD) mit abgedeckt. Als einer der drei United School Districts im Starr County deckt er über das Stadtgebiet hinaus die östlich und nördlich gelegenen Nachbargemeinden mit ab. An Schulformen offeriert der CISD neben den obligatorischen Stufen Elementary School, Middle School und High School auch alternative Unterrichtsformen.